# Hifly
Hi Fly est une compagnie aérienne portugaise, basée à Lisbonne. Elle s'est spécialisée dans l'affrètement d'avions dans le monde entier sur des contrats à moyen à long terme pour les compagnies aériennes.

## Histoire
La compagnie a été constituée en 2005 et a conclu le processus de certification initiale en avril 2006 où il a été délivré avec un certificat d'exploitation aérienne de l'autorité de l'aviation civile au Portugal.
En mars 2013, Hi Fly Malta (en) a été créée en tant que filiale maltaise de Hi Fly.
Au début, le premier avion était un A330-300, qui a été plus tard sous contrat avec la Composante air de l'Armée belge jusque fin 2013. Deux A310-300 ont ensuite été ajoutés en 2008 et ils ont été loués à Oman Air premiers vols long-courriers du transporteur (à Londres / Heathrow et Bangkok). De nouveaux appareils ont ensuite été livrés par Airbus en 2008 et 2009 sous la forme d'un A330-200 et deux A340-500 - ce dernier a été utilisé par Arik Air au Nigeria sur ses vols long-courriers à Heathrow et New York / John F. Kennedy . Depuis lors, plus de A330 et A340 ont également été obtenus, dont quatre en 2013. En février 2014, Hi Fly entrera en possession d'un premier avion mono-couloir, un A321-200 qui sera loué à l'Armée belge en remplacement de l'A330-300.
Hi Fly exploite sa flotte de gros porteurs Airbus sur les opérations long-courriers à travers l'Europe, les États-Unis, l'Amérique du Sud, les Caraïbes, le Moyen-Orient, l'Extrême-Orient, l'Afrique et l'Australie.
Le 2 novembre 2021, pour la première fois de l'histoire, un Airbus A340 de la compagnie Hifly, converti en fret-passager, réussit à effectuer un aller-retour entre Le Cap et l'aérodrome de Wolfs Fang en Antarctique, pour lequel une manœuvre particulière était nécessaire, sans support technique ni ravitaillement sur l'Antarctique
Début 2024 la quasi-totalité de la flotte est désormais opérée par la filiale maltaise.

## Flotte

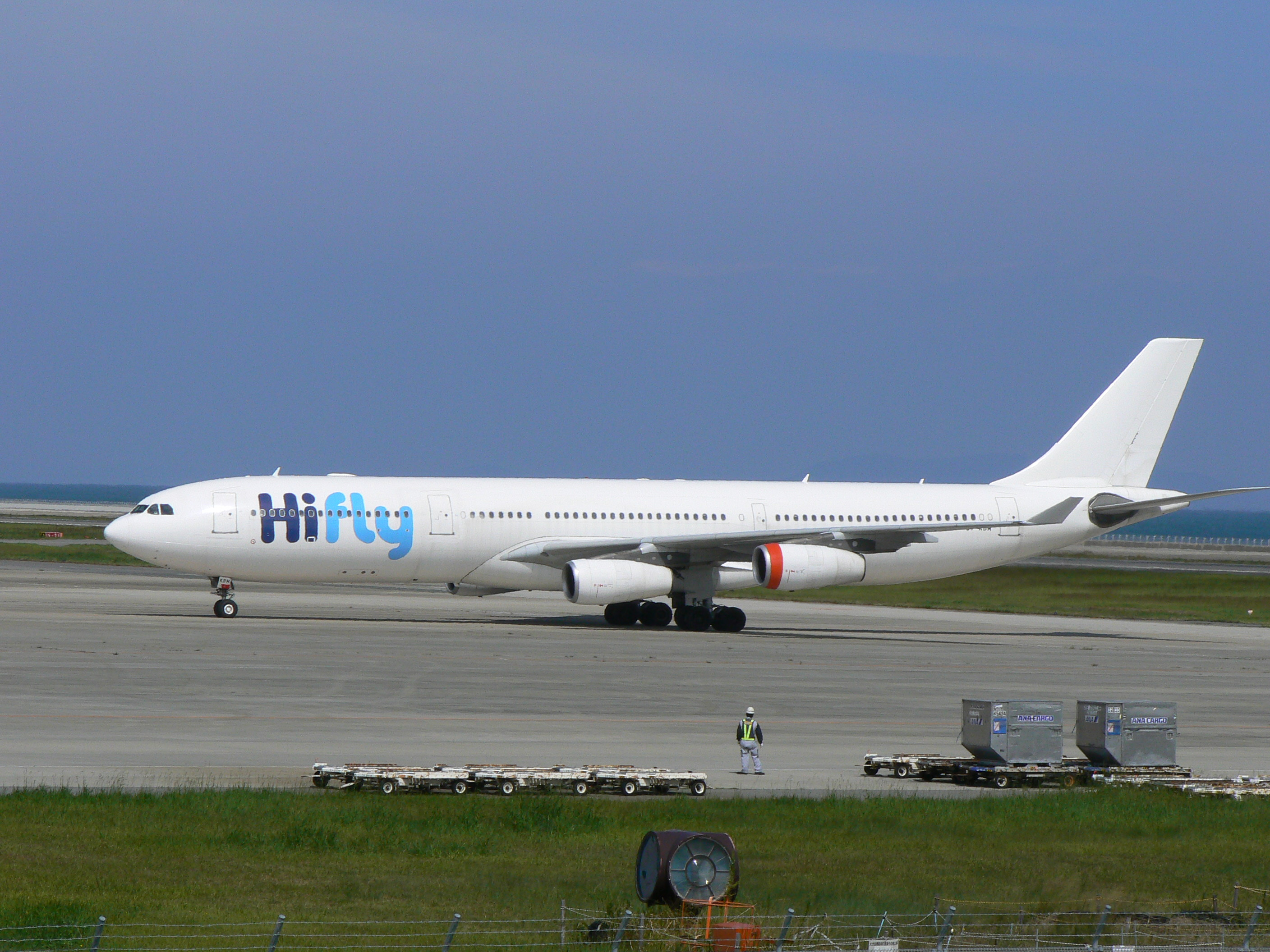
Un Airbus A340-300 de Hifly à l'aéroport d'Ōita, au Japon (2011).

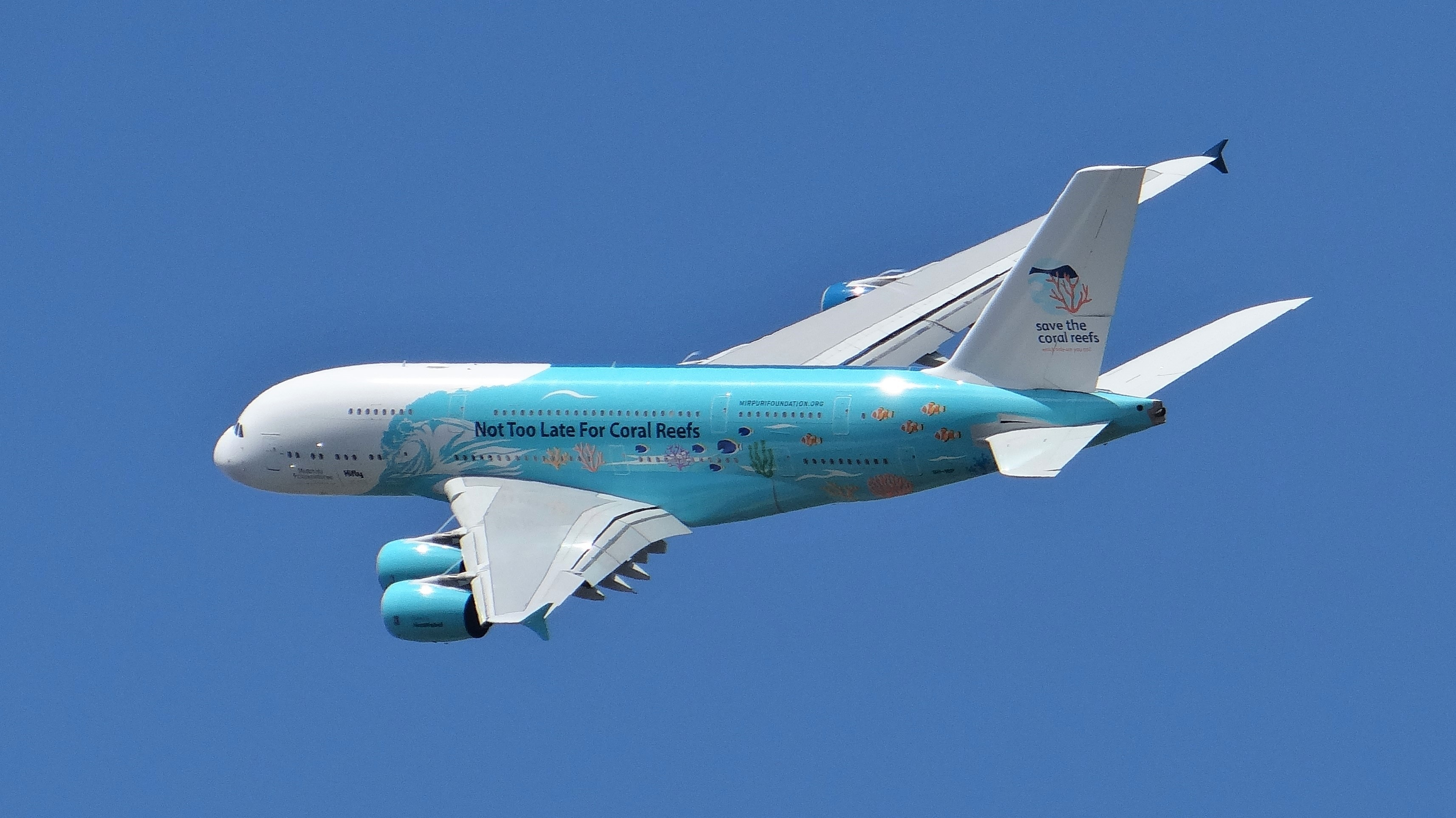
Un Airbus A380 de Hifly au salon du Bourget de 2019.

En Avril 2024, la flotte de HiFly (à l'exclusion de sa filiale Hi Fly Malta) est composée des appareils suivants:
| Appareil        | En service | En Commande | Remarques                              |
| --------------- | ---------- | ----------- | -------------------------------------- |
| Airbus A321-200 | 1          | 0           | CS-TRJ                                 |
| Airbus A330-200 | 5          | 0           | 9H-TQP; 9H-HFK; CS-TCE; 9H-HFJ; 9H-HFH |
| Airbus A330-300 | 2          | 0           | 9H-HFA; 9H-HFI                         |
| Airbus A340-300 | 4          | 0           | 9H-TQZ; 9H-TQY; 9H-SOL; 9H-SUN         |
| Total           | 12         | 0           |                                        |

Le premier A380 a intégré la flotte de Hifly en juillet 2018 après avoir eu l'acceptation par les autorités de l'intégration de ce nouveau type en liste de flotte. Le 15 décembre 2020, la compagnie le retire de sa flotte, il est désormais stocké sur l'aéroport de Tarbes-Lourdes-Pyrénées.
Le premier exemplaire de l'A330neo a été livré en Juin 2019. Il est configuré en 365 sièges en 3 classes (Business, Premium Eco et Eco). Si besoin est, ils pourront être configurés en mono-classe de 415 sièges en fonction de la demande du client.
En date du 5 février 2024 seule deux appareils volent encore sous immatriculation portugaise.

### Destinations
Hi Fly a les autorisations et certifications spéciales pour voler vers l'Europe, les États-Unis, le Canada, l'Australie, le Japon, le Brésil, le Mexique, l'Arabie Saoudite et l'Inde, entre autres.